# Aéroport international V. C. Bird
V. C. Bird International Airport (code IATA : ANU • code OACI : TAPA) est situé sur l'île d'Antigua à 8 kilomètres au nord-est de Saint John's, la capitale d'Antigua-et-Barbuda. Il a été nommé ainsi en 1985 en l'honneur de Vere Bird.

## Situation
| Barbuda Antigua |

## Compagnies et destinations
| Compagnies                 | Destinations |
| -------------------------- | --- |
| ABM Air                    | Barbuda-Codrington, Montserrat (J. A. Osborne) |
| Air Canada                 | Toronto (Pearson) |
| American Airlines          | Miami, New York-John F. Kennedy En saison : Charlotte-Douglas |
| Blue Panorama Airlines     | Milan-Malpensa |
| British Airways            | Londres-Gatwick, Providenciales, Tobago, Saint-Christophe-et-Niévès |
| Caribbean Airlines         | Kingston-N. Manley, Port-d'Espagne - Piarco |
| Caribbean Helicopters      | Barbuda-Codrington, Montserrat (J. A. Osborne), Newcastle (Nevis) - Vance W. Amory (en), Saint-Christophe-et-Niévès Charter : Dominique-Canefield |
| Delta Air Lines            | New York-John F. Kennedy En saison : Atlanta H.-Jackson |
| FlyMontserrat              | Barbuda-Codrington, Montserrat (J. A. Osborne), Newcastle (Nevis) - Vance W. Amory (en) |
| InterCaribbean Airways     | Tortola - Terrance B. Lettsome (en) |
| JetBlue Airways            | New York-John F. Kennedy |
| LIAT                       | Bridgetown-Grantley-Adams, Dominique - Douglas-Charles, Guadeloupe - Maryse Condé, Port-d'Espagne - Piarco, Saint-Christophe-et-Niévès, Sainte-Lucie - George. F. L. Charles, Saint-Vincent-Argyle, San Juan - Luis-Muñoz-Marín, Saint-Martin - Princesse-Juliana, Charlotte Amalie - Cyril E. King, Tortola - Terrance B. Lettsome (en) |
| Neos Air                   | En saison : Milan-Malpensa |
| Seaborne Airlines          | San Juan - Luis-Muñoz-Marín |
| Sky High Aviation Services | Saint-Domingue Las Américas |
| Sunwing Airlines           | Montréal (P.-E.-Trudeau), Toronto (Pearson) |
| St Barth Commuter          | Saint-Barthélemy |
| Thomas Cook Airlines       | En saison : Manchester |
| Tradewind Aviation         | Saint-Barthélemy |
| United Airlines            | Newark-Liberty |
| VI Airlink                 | Tortola - Terrance B. Lettsome (en) |
|                            | |
| WestJet                    | Toronto (Pearson) |
| Winair                     | Dominique-Canefield, Saint-Martin - Princesse-Juliana, Saint-Barthélemy |

Édité le 08/01/2019